# Max Löcke

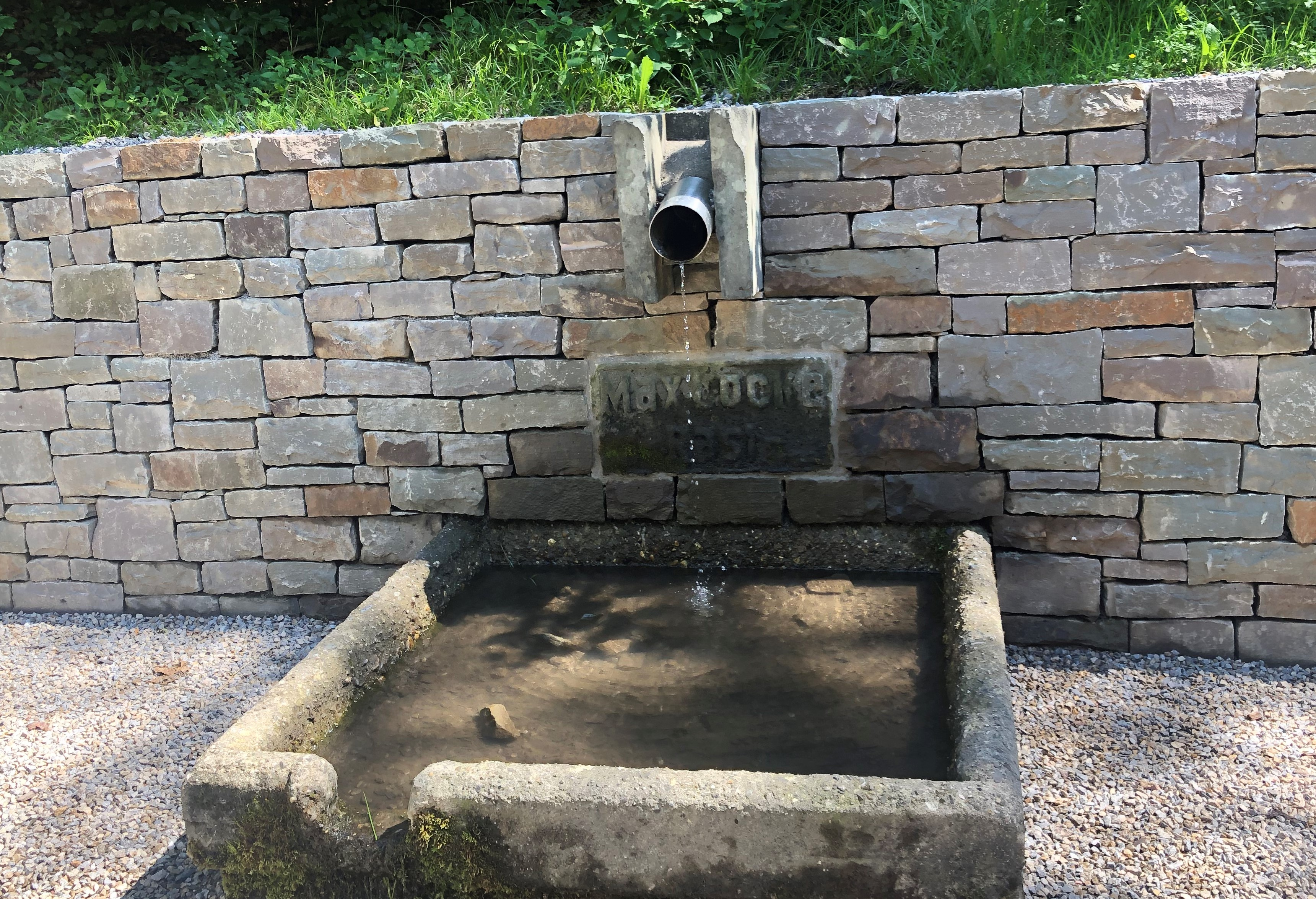
Max-Löcke-Rast an der Quelle der Lasmecke (Arnsberg)

Max(imilian) Franz Löcke (* 14. November 1850; † 7. Mai 1936 in Arnsberg) war von 1879 bis 1919 Bürgermeister von Arnsberg. In seine Amtszeit fallen zahlreiche Maßnahmen zur Modernisierung der Stadt.

## Leben
Er war Sohn des Landwirtes Everhard Löcke und dessen Frau Antonette Ida Calaminus. Die Familie bewirtschaftete das Rittergut Hohenover in Norddinker bei Hamm.
Er schloss das Gymnasium in Hamm ab und begann ein juristisches Studium. Dieses wurde durch die Teilnahme am Deutsch-Französischen Krieg von 1870/71 unterbrochen. Während seines Studiums wurde er 1872 Mitglied der Burschenschaft der Norddeutschen Bonn. Ab 1873 war er Gerichtsreferendar in Arnsberg. Weil die Wiederwahl von Bürgermeister Wilhelm Wulff 1878 als Folge des Kulturkampfes von der Regierung nicht bestätigt wurde, war die Suche nach einem neuen Bürgermeister nötig. Einer der Bewerber war Löcke, der von der Stadtverordnetenversammlung am 10. Juli 1878 auch gewählt wurde. Er war damals mit 27 Jahren der jüngste Bürgermeister der Provinz Westfalen. Er erbaute ein Haus an der Rumbecker Straße, damals noch außerhalb der Stadt und heiratete 1880 Antonie Letterhaus. Mit dieser hatte er drei Kinder.
Unmittelbar nach seiner Wahl begann er nach dem Vorbild von Unna und Iserlohn mit der Gründung der Freiwilligen Feuerwehr Arnsberg. Als Branddirektor stand er vierzig Jahre an der Spitze der Feuerwehr.
Als Bürgermeister setzte er sich nicht zuletzt für den Ausbau der Infrastruktur ein. Dies galt für den innerstädtischen Straßenbau ebenso, wie für die Verbindung mit anderen Kommunen. Als Kreisdeputierter setzte er sich für eine Straße von Arnsberg nach Sundern und Stemel über den Berg Ochsenkopf ein. In seine Zeit fällt 1884/85 der Bau des ersten Wasserwerks in der Stadt. Dem folgte 1888 die Anlage eines Schlachthofes. Im Jahr 1889 wurde eine Fortbildungsschule gegründet. Unterstützt vom örtlichen Kneipp-Verein, dem Gymnasium Laurentianum und der Bürgerschaft insgesamt wurde 1898 ein Hallenbad erbaut. Dies blieb für Jahre die einzige Einrichtung dieser Art zwischen Hagen und Kassel.
Er setzte sich für den Bau der Kleinbahnstrecke zwischen Arnsberg und Neheim ein. Unter seiner Leitung entstand 1896 ein entsprechendes Komitee. Eröffnet wurde die Bahnstrecke im Jahr 1907. Nicht zuletzt hat er sich auch für die Ansiedlung von Industrie in der gewerbearmen Stadt eingesetzt. Eine entsprechende Kommission wurde bereits 1893 eingesetzt. Daraus ging im Jahr 1900 die Gründung der Ruhrwerke AG (heute ein Werk von Reno de Medici) hervor. Dazu wurde durch einen 800 Meter langen Tunnel durch den Lüsenberg die Wasserkraft der Ruhr zum Antrieb von Turbinen genutzt. Der Aufschwung der Stadt erforderte zahlreiche Neubauten. Zwischen 1900 und 1914 wurden insgesamt 500 neue Wohnhäuser erbaut. Überregional war er Vorsitzender des Rheinisch-Westfälischen Sparkassenverbandes.
Beim Schützenfest von 1881 hat er im Namen des Kaisers und Königs den Ehrenschuss abgegeben und sofort den Vogel von der Stange geschossen. Nach einem entsprechenden Telegramm nahm Wilhelm I. die Ehre eines Schützenkönigs an. Ähnliches erfolgte 1906 im Namen Wilhelm II. Den Bau der neuen Schützenhalle im Jahr 1897 hat er gefördert. Im Jahr 1903 wurde er Hauptvorsitzender des Sauerländischen Gebirgsvereins. Unter seiner Leitung wurde das Wegenetz ausgebaut. Im Jahr 1912 legte er den Grundstein zum Bau des Kolbturmes zu Ehren von Robert Kolb. In seiner Zeit entstand aus dem SGV heraus das Deutsche Jugendherbergswerk.
Löcke führte die Stadt auch durch die Zeit des Ersten Weltkrieges. Er versuchte die Not der Kriegsjahre etwa durch eine Volksküche möglichst zu lindern. Nach dem Krieg stellte er Anfang Juli nach 41 Jahren den Antrag auf seine Pensionierung, die die Stadtverordnetenversammlung mit großem Bedauern annahm. Die Versammlung beschloss, ihm aus Dank auch weiterhin das volle Gehalt zu zahlen. Löcke verzichtete 1923 auf diesen Mehrbetrag und stellte das Geld für bedürftige Bürger zur Verfügung.
Im selben Jahr wurde ihm das Ehrenbürgerrecht verliehen. Zu seinen Ehren wurden auch eine Straße und der Löcketurm benannt. Letzterer überstand den Zweiten Weltkrieg nicht. Im Jahr 1973 wurde an der Quelle des Baches Lasmecke die Max-Löcke-Rast errichtet. Im Jahr 2020 wurde diese restauriert.
Löcke wurde nach seinem Tod auf dem Eichholzfriedhof bestattet.